# Asamkirche

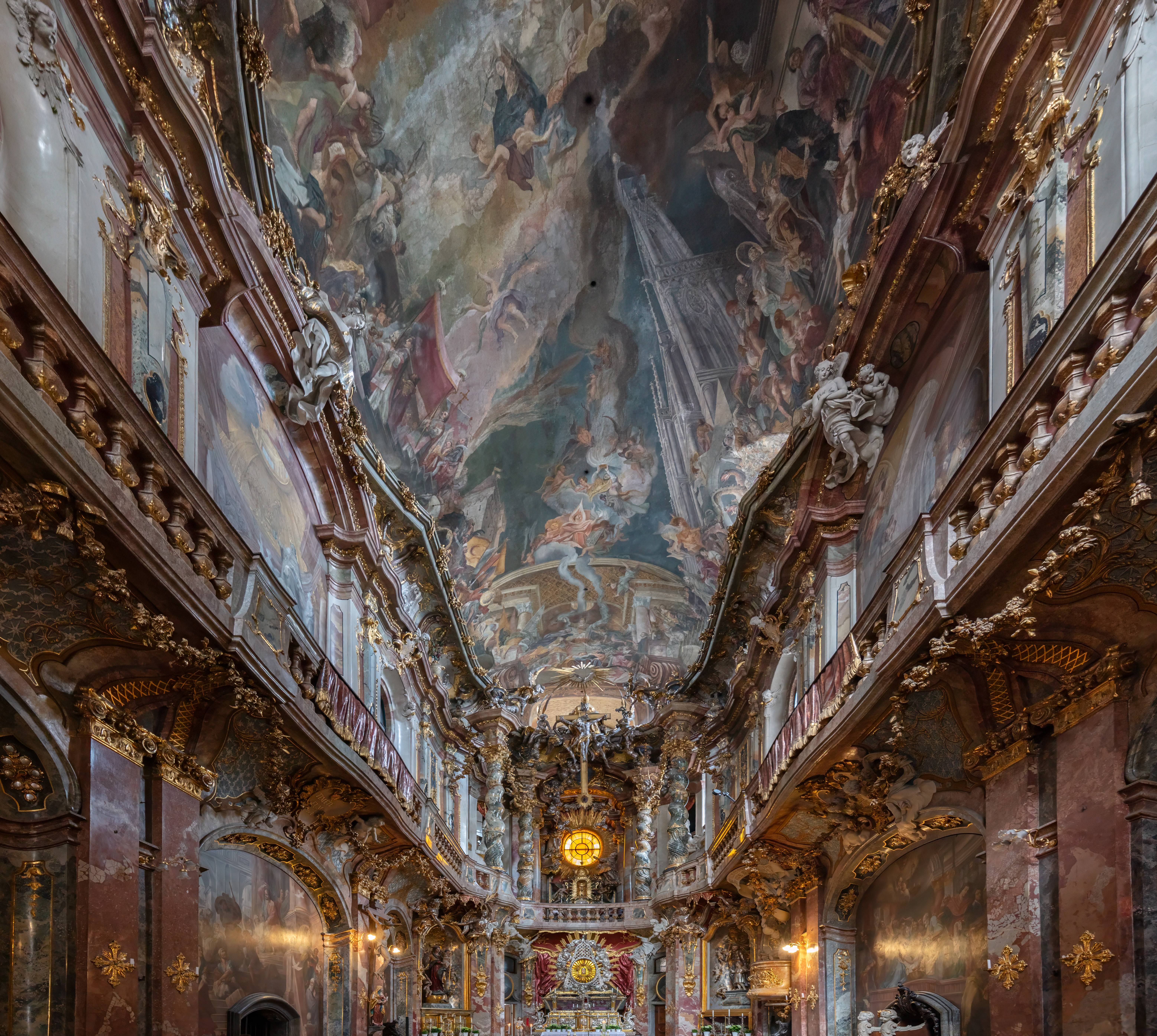
Interior.

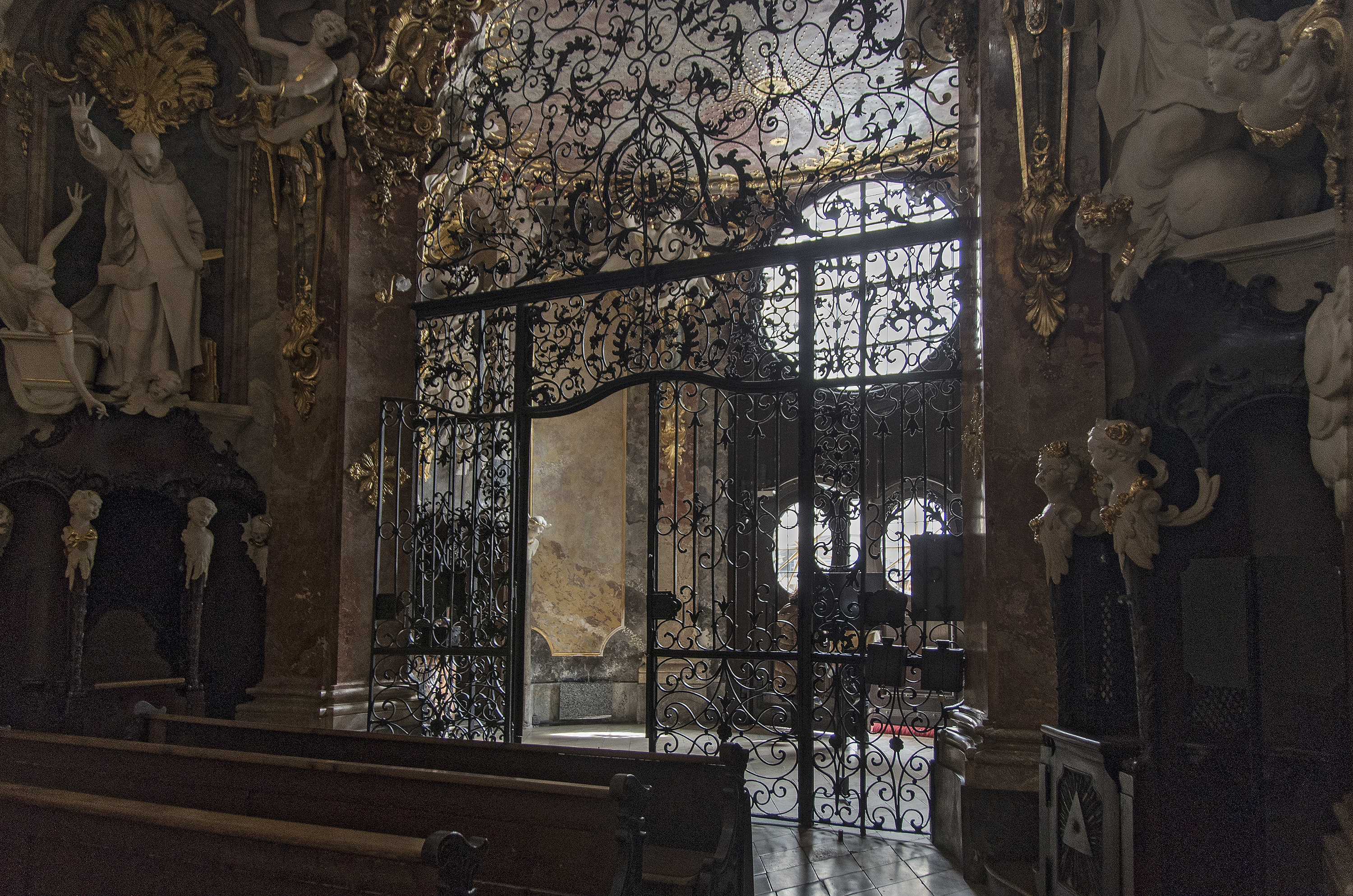
Vista desde el interior hacia el exterior.

Asamkirche ("iglesia de los Asam", en lengua alemana) es el nombre que habitualmente se da a la iglesia de San Juan Nepomuceno de Múnich, obra de los hermanos Asam durante el segundo cuarto del siglo XVIII. Está considerada como uno de los más importantes ejemplos del Barroco tardío o Rococó. Se ha señalado como su principal influencia la iglesia romana de San Carlo alle Quattro Fontane de Borromini.
No debe confundirse con otras iglesias también llamadas Asamkirche, como la iglesia de la ciudad de Ingolstadt cuya advocación es Santa María de la Victoria; o la iglesia del monasterio de Osterhofen cuya advocación es Santa Margarita (su condición de basílica menor hacen que también se la denomine Asambasilika).

## Construcción y características
Fue construida entre 1733 y 1746 (o bien entre 1729 y 1746) por los hermanos Egid Quirin Asam y Cosmas Damian Asam como su capilla privada, erigida para la mayor gloria de Dios y la salvación del alma de sus constructores. La presión popular obligó a los Asam a abrirla al público. La elección del santo titular pudo deberse a varias razones: su reciente canonización (1729), su patronazgo del Electorado de Baviera y de la construcción de puentes y otras estructuras, y un voto que los hermanos Asam habrían hecho con ocasión de un accidentado viaje por el Danubio transportando esculturas al monasterio de Weltenburg. La primera piedra fue colocada en 1733 el día de la fiesta de San Nepomuceno por el príncipe heredero Maximiliano José; la iglesia, aún sin terminar, fue consagrada el 1 de mayo de 1746. Cosme había muerto ya, en 1739, y Egidio murió pocos años después, en 1750.
El hecho de que los comitentes de la obra fueran los propios constructores, y que éstos fueran a la vez destacados arquitectos, escultores (sobre todo Egid Quirin) y pintores (sobre todo Cosmas Damian), les permitía responder con gran libertad a sus propias ideas e intereses; por ejemplo, que una ventana de la casa de Egid (Asamhaus, en el solar contiguo por la izquierda) tuviera una vista directa sobre el altar mayor, y que se pudiera entrar directamente desde su piano nobile al cuerpo superior de la iglesia. Era intención de Egid que el templo se utilizara como "iglesia confesional" (Beichtkirche), de modo que incluyeron siete confesionarios con escenas alegóricas (San Juan Nepomuceno murió martirizado por mantener el secreto de confesión). Comparada con otras iglesias barrocas, la Asamkirche muestra peculiaridades que sólo pueden explicarse por su condición de capilla privada: la orientación es la opuesta a la habitual (el altar mayor se sitúa al oeste en vez de al este); el crucifijo situado frente al púlpito está dispuesto a una altura inusualmente baja (mientras que habitualmente se dispone mucho más alto, de modo que el predicador alce sus ojos al cielo cuando lo mire).
La fachada barroca, que presenta una ligera convexidad, se integra armónicamente en el alineamiento general de casas vecinas de la Sendlingerstraße, y se decora en su parte inferior con un pedestal que imita la piedra natural. El pórtico de ingreso tiene en su parte superior una escultura del santo titular, rodeado de querubines y ángeles, simbolizando el sacramento de la confesión y la profesión de fe. El acceso está decorado con bajorrelieves que representan la vida del santo.
El espacio que ocupa es muy reducido: un solar de 22 x 8 m. Su estrecho interior ha sido comparado con "una suerte de gruta marina vista a través de olas traslúcidas". Todas las superficies se decoran con profusión y detalle (horror vacui); combinando múltiples materiales, destacando el uso del estuco y la policromía (blanco y dorado o colores pastel). Predominan las curvas elípticas y la irregularidad estructural.
La iluminación indirecta hacia el presbiterio se consigue con una ventana dispuesta tras las figuras de la Santísima Trinidad (un Thronum Gratiae), que quedan a su vez iluminadas a contraluz. La cornisa en la que se abre esa ventana se ondula adaptándose a la curvatura del muro.
El interior se divide verticalmente en tres cuerpos, que aumentan en brillo de abajo hacia arriba permitiendo una lectura simbólica: El cuerpo inferior, donde se sitúan los bancos para los fieles, es más oscuro y se mantiene en penumbra, simbolizando los sufrimientos del mundo. El cuerpo intermedio, más claro (en azul y blanco), con tribunas reservadas para el emperador (Carlos VII) delimitadas por balaustradas que recorren todo el perímetro de la iglesia. El cuerpo superior, con el techo pintado, iluminado indirectamente, para la eternidad divina.
El fresco del techo, un trampantojo cuyo tema es la vida de San Juan Nepomuceno, es obra de Cosmas Damian Asam, que lo pintó con gran rapidez, en tan solo seis semanas de 1735; y en algunas fuentes está considerado como el mayor fresco del mundo pintado sobre una superficie plana (en todo caso, es mayor que El Juicio Final de la Capilla Sixtina -13,7 x 12,2 m-, que también es considerado el mayor del mundo en algunas fuentes).

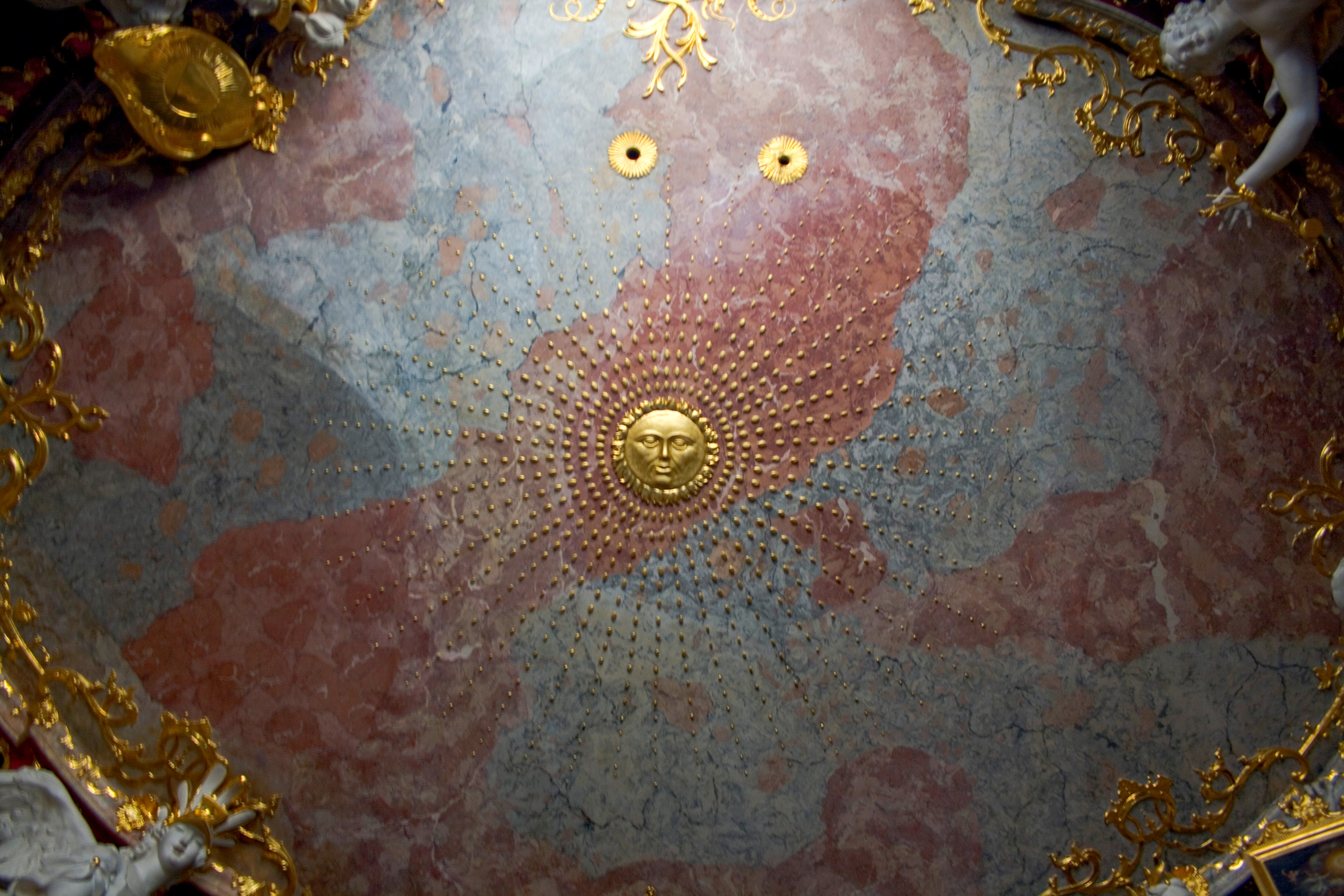
Techo de la antecámara.
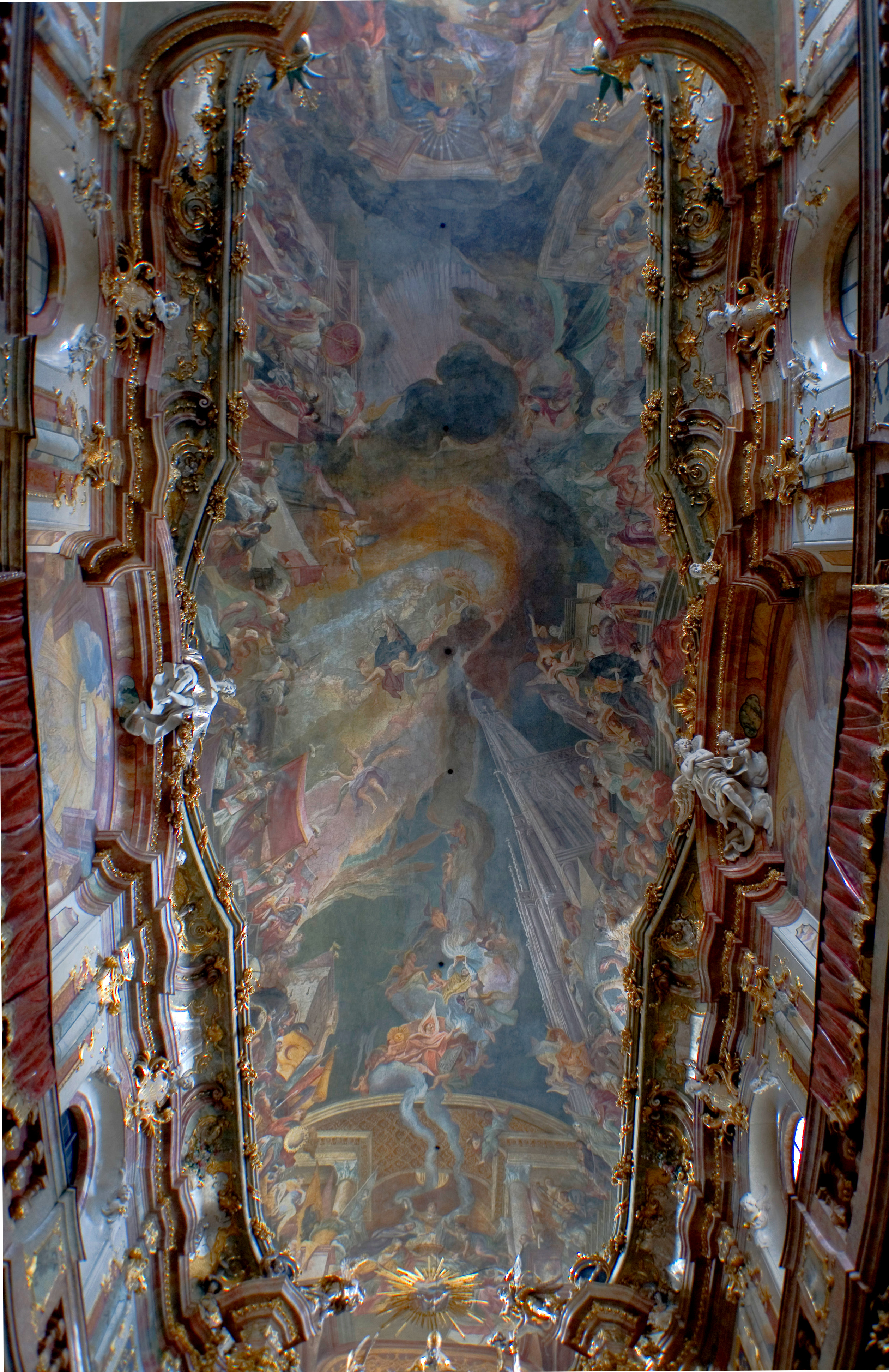
El fresco del techo.
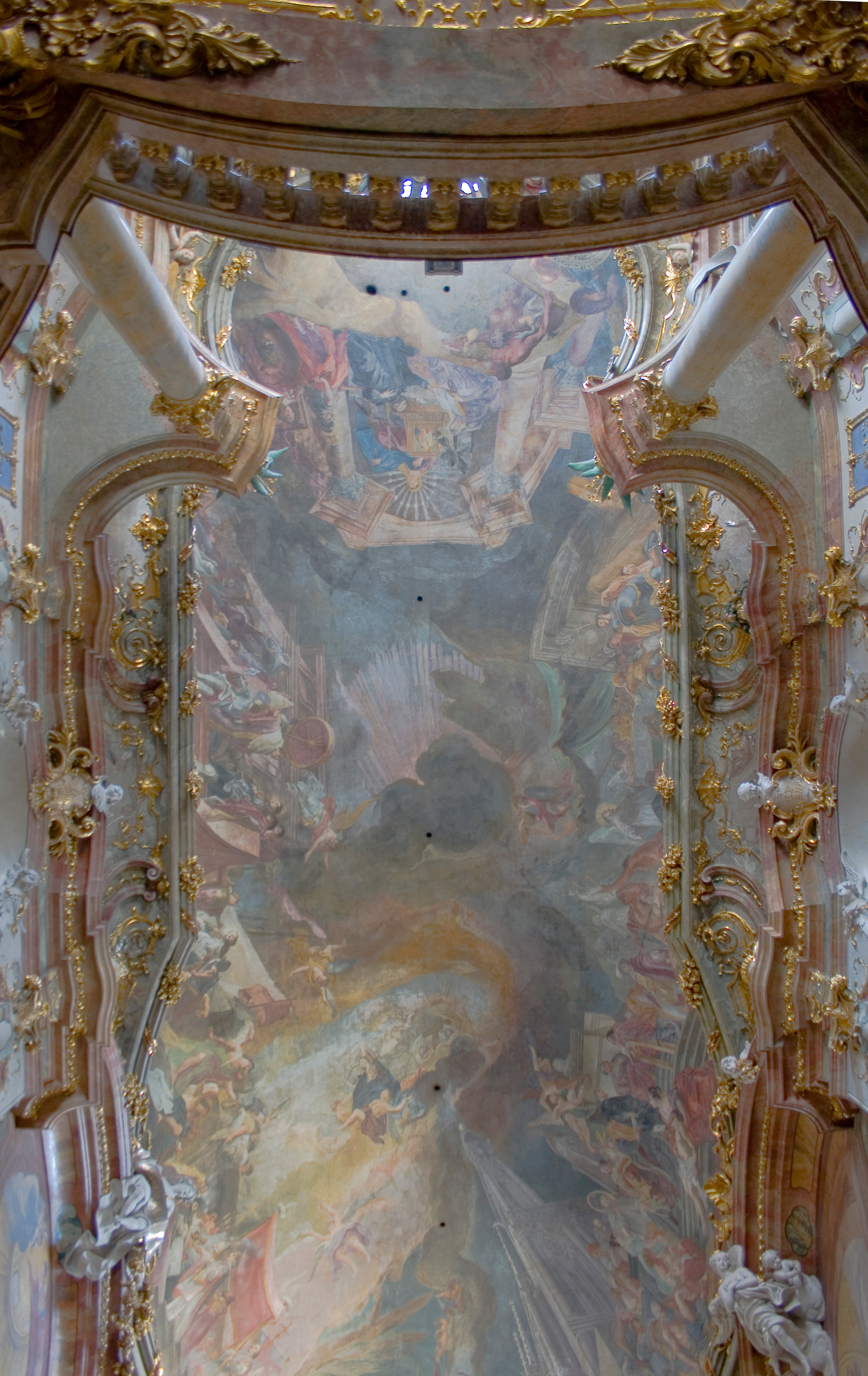
Perspectiva sobre el techo.

El altar mayor está encuadrado por cuatro columnas salomónicas, que aluden a las del baldaquino de San Pedro, bien conocido por los hermanos Asam, que habían estudiado en la romana Accademia di San Luca (años antes dirigida por Bernini). Bajo el grupo escultórico principal de la Trinidad (Gnadenstuhl o Thronum Gratiae), obra de Egid Quirin Asam, en una vitrina en forma de ataúd se sitúa una efigie en cera del santo titular que contiene un hueso suyo como reliquia. Dos ángeles esculpidos por Ignaz Günther, añadidos posteriormente (1767), flanquean la balaustrada de la galería o tribuna dispuesta sobre del altar.
El púlpito, en piedra jaspeada, está ricamente decorado con un bajorrelieve en metal dorado de escenas de la vida de San Juan Bautista y símbolos de los apóstoles. Entre la decoración escultórica dispuesta por toda la iglesia, destacan los altares de María y José, a ambos lados del altar mayor; dos estucos de tamaño natural (un San Pedro y un San Jerónimo) y el epitafio de Johann Nepomuk Joseph, barón de Zech, obra de Ignaz Günther (1757-1758).
En 1944, durante un bombardeo (Segunda Guerra Mundial), el presbiterio fue muy dañado. La restauración que se llevó a cabo entre 1975 y 1983 intentó reproducir su hipotético aspecto original según un estudio de fuentes.
En la actualidad, la Asamkirche depende de la parroquia muniquesa de San Pedro.

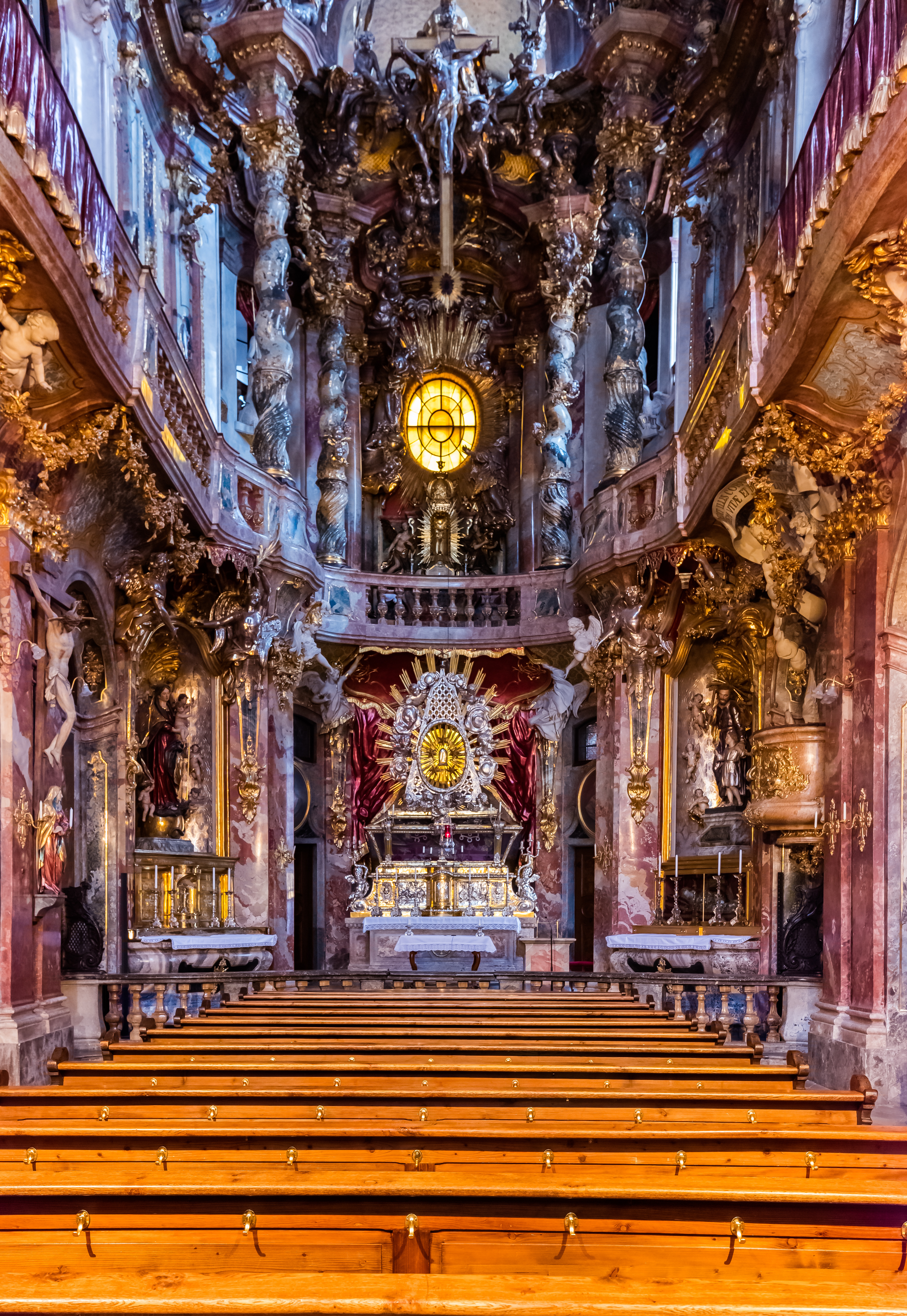
Ventana, Thronum Gratiae y columnas salomónicas.
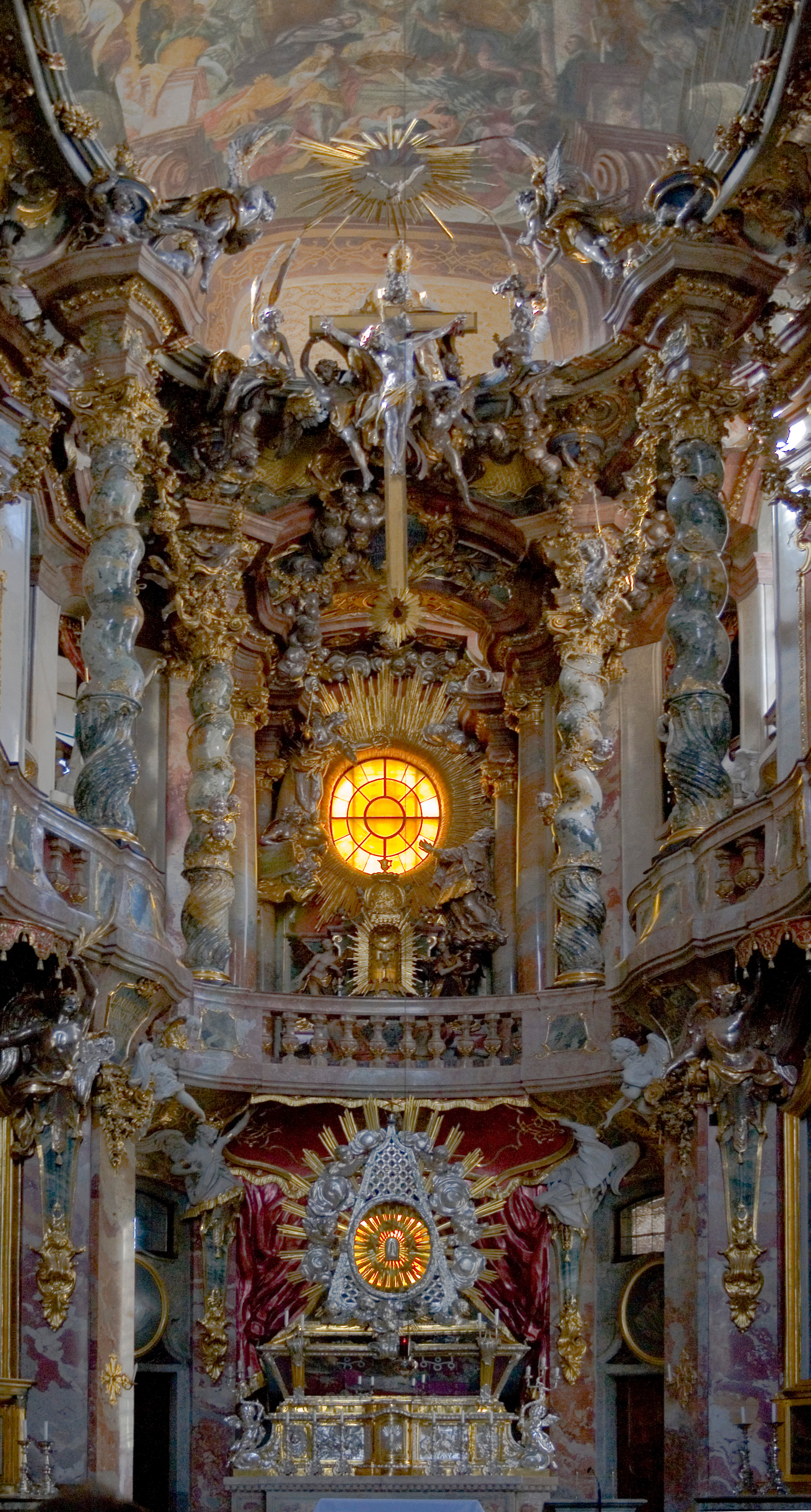
Vista frontal interior.
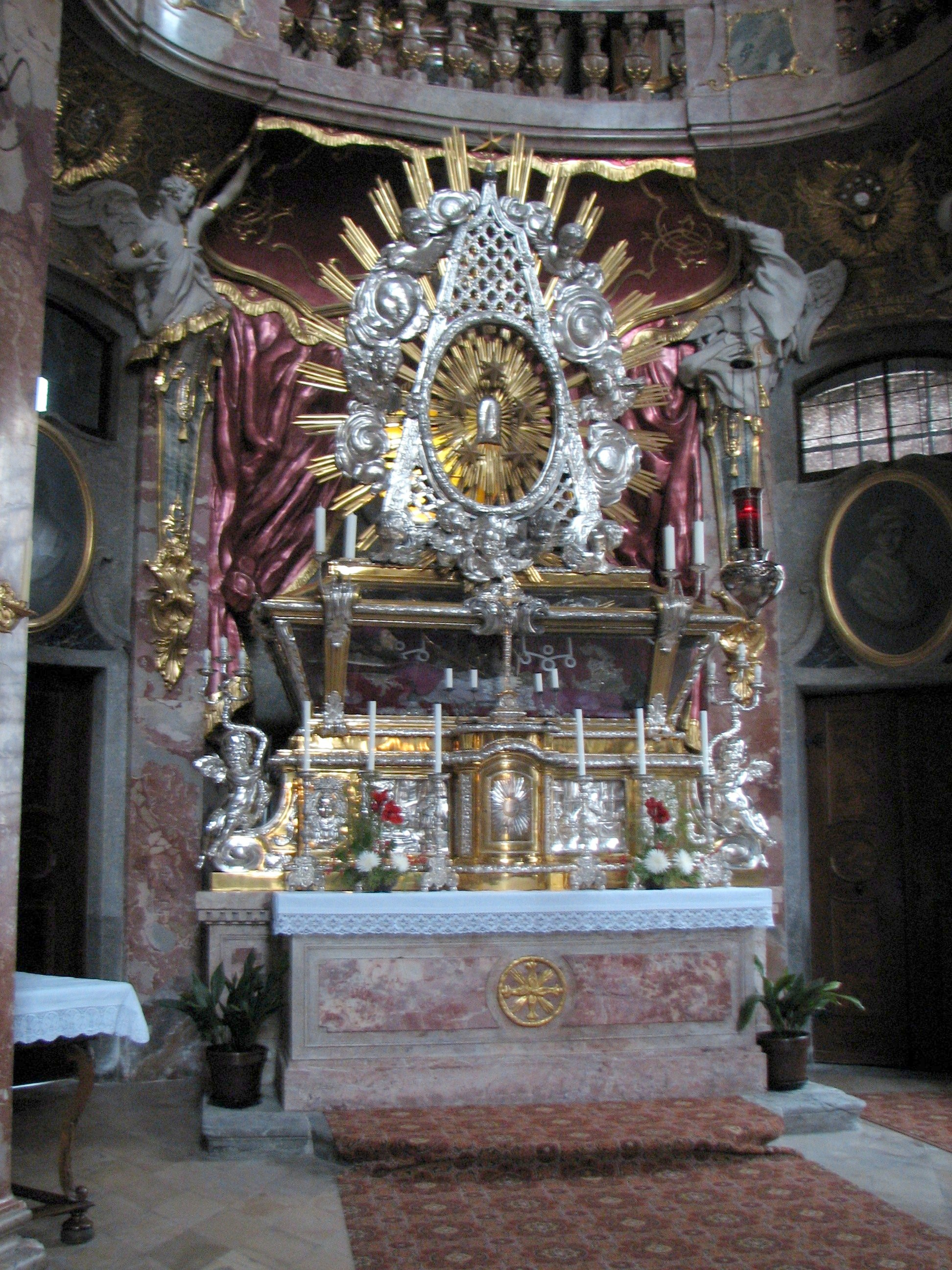
Altar mayor y relicario.
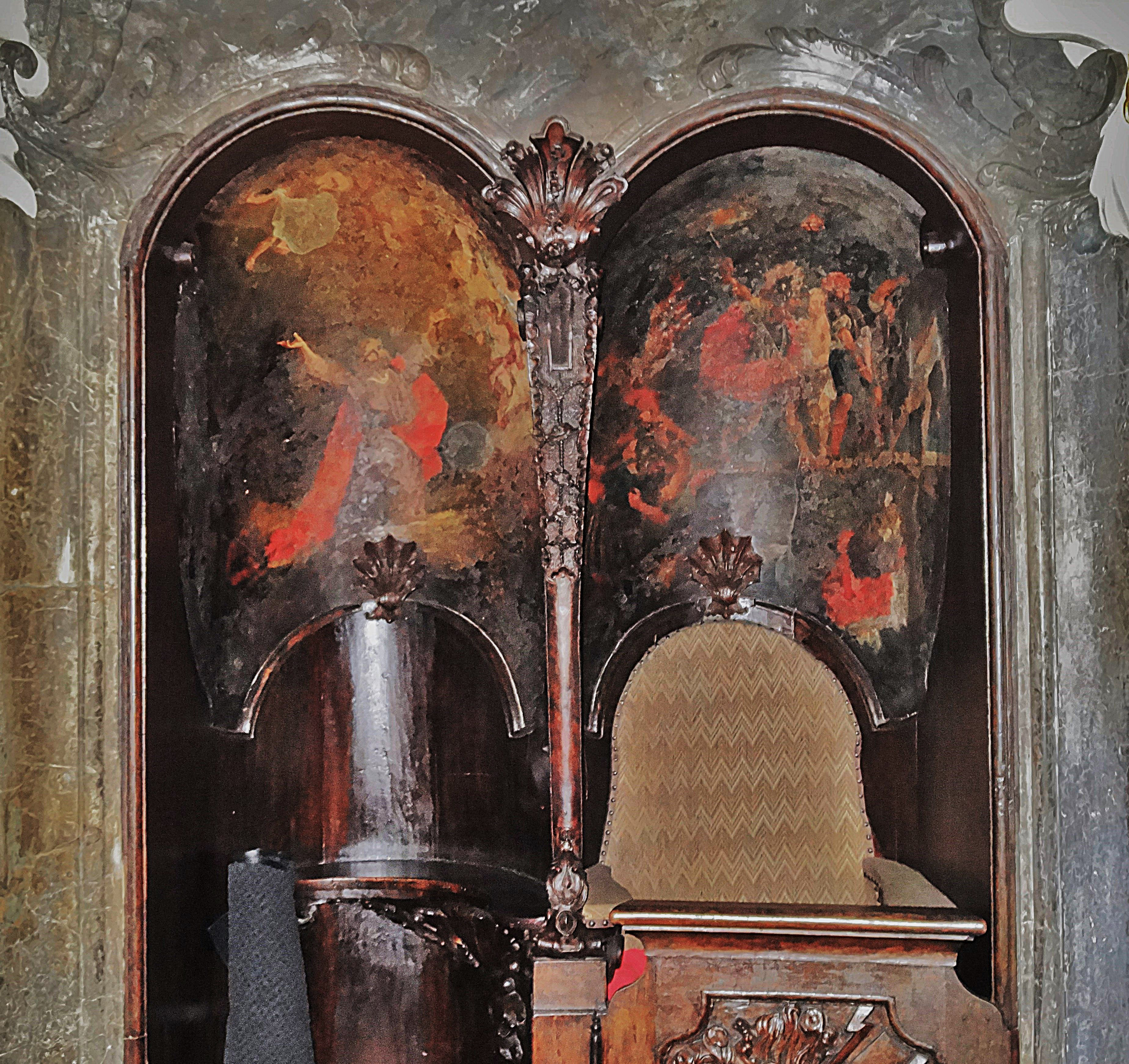
Confesionario.
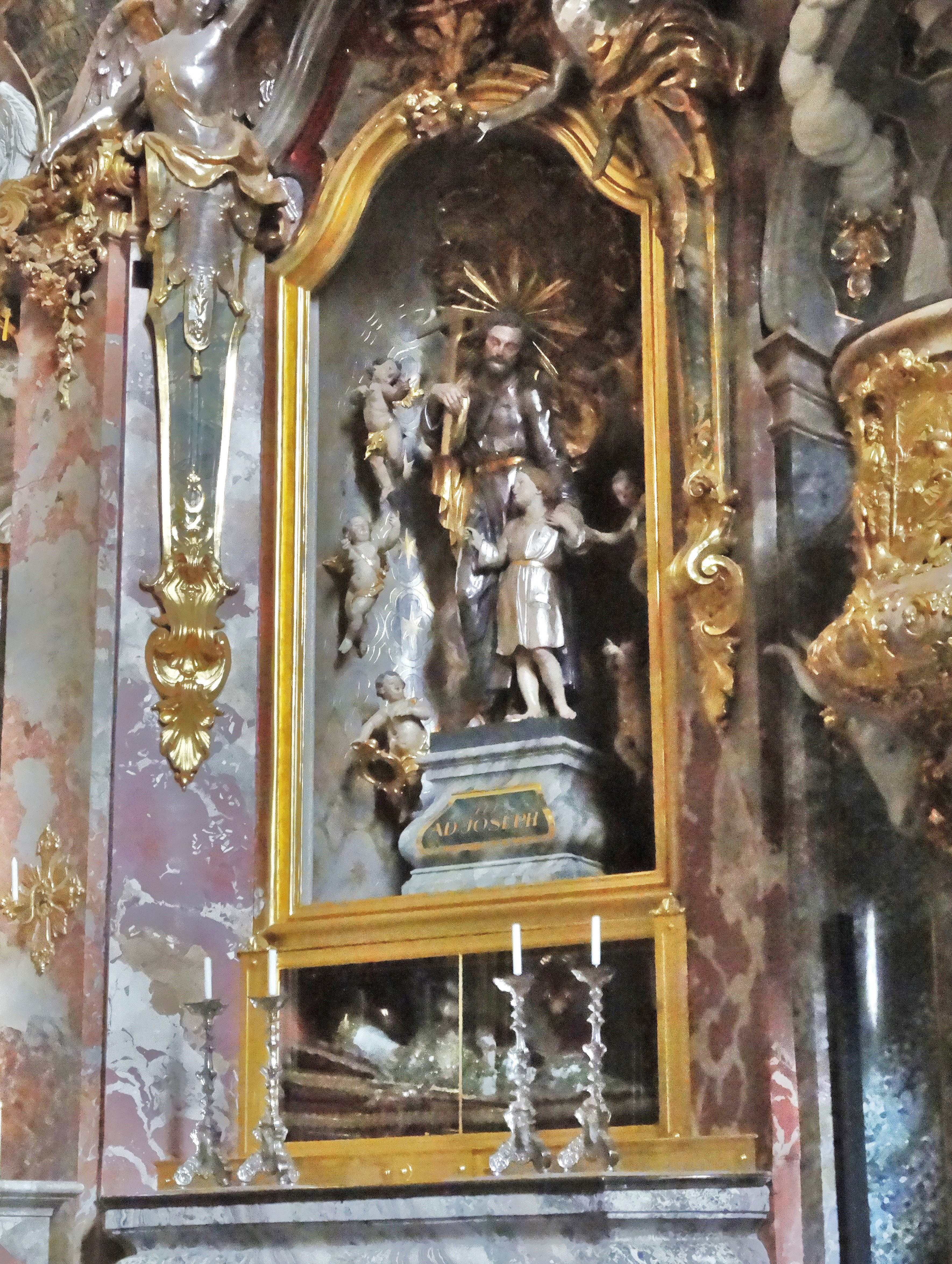
Altar de San José.
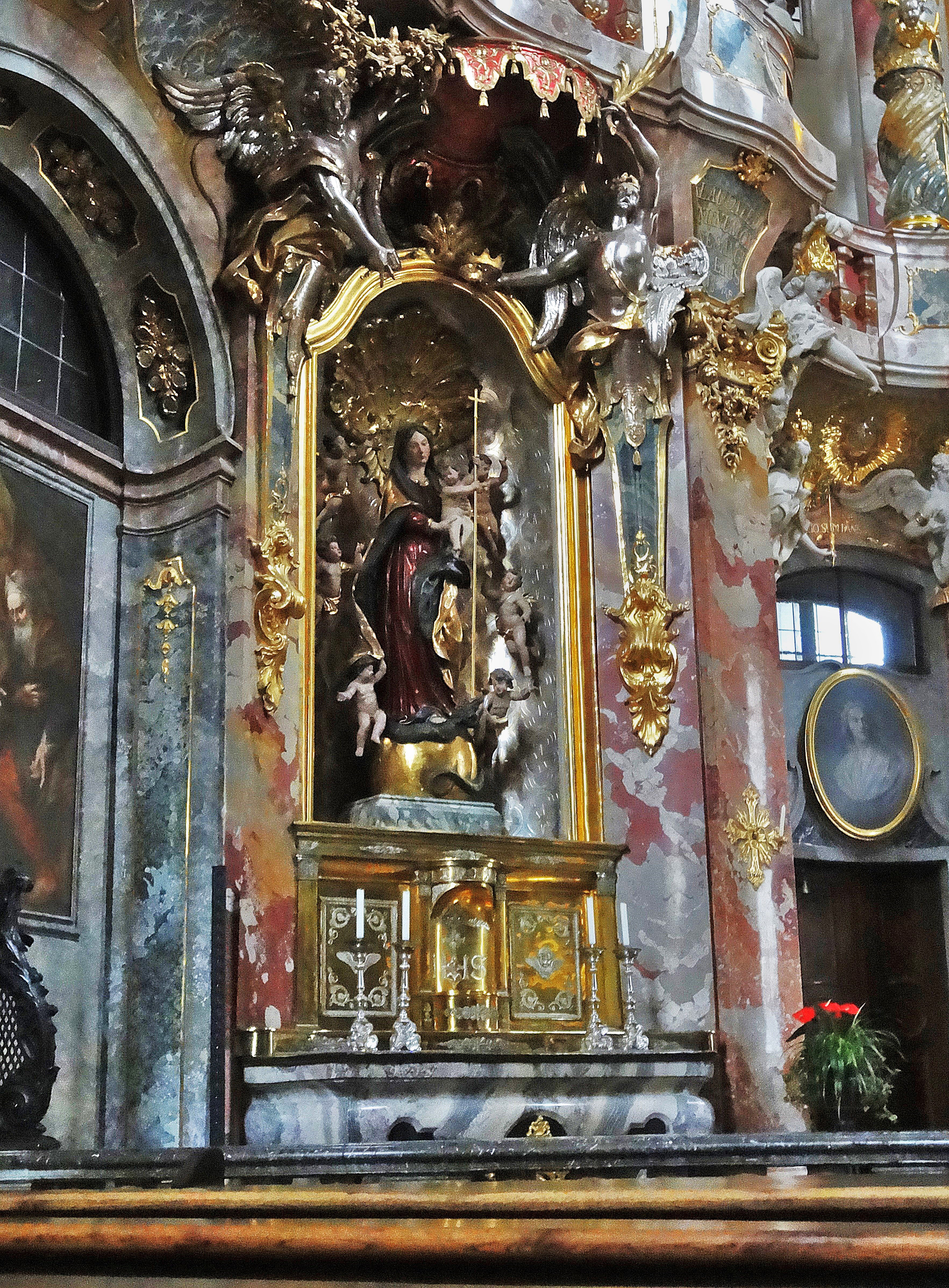
Altar de Santa María.
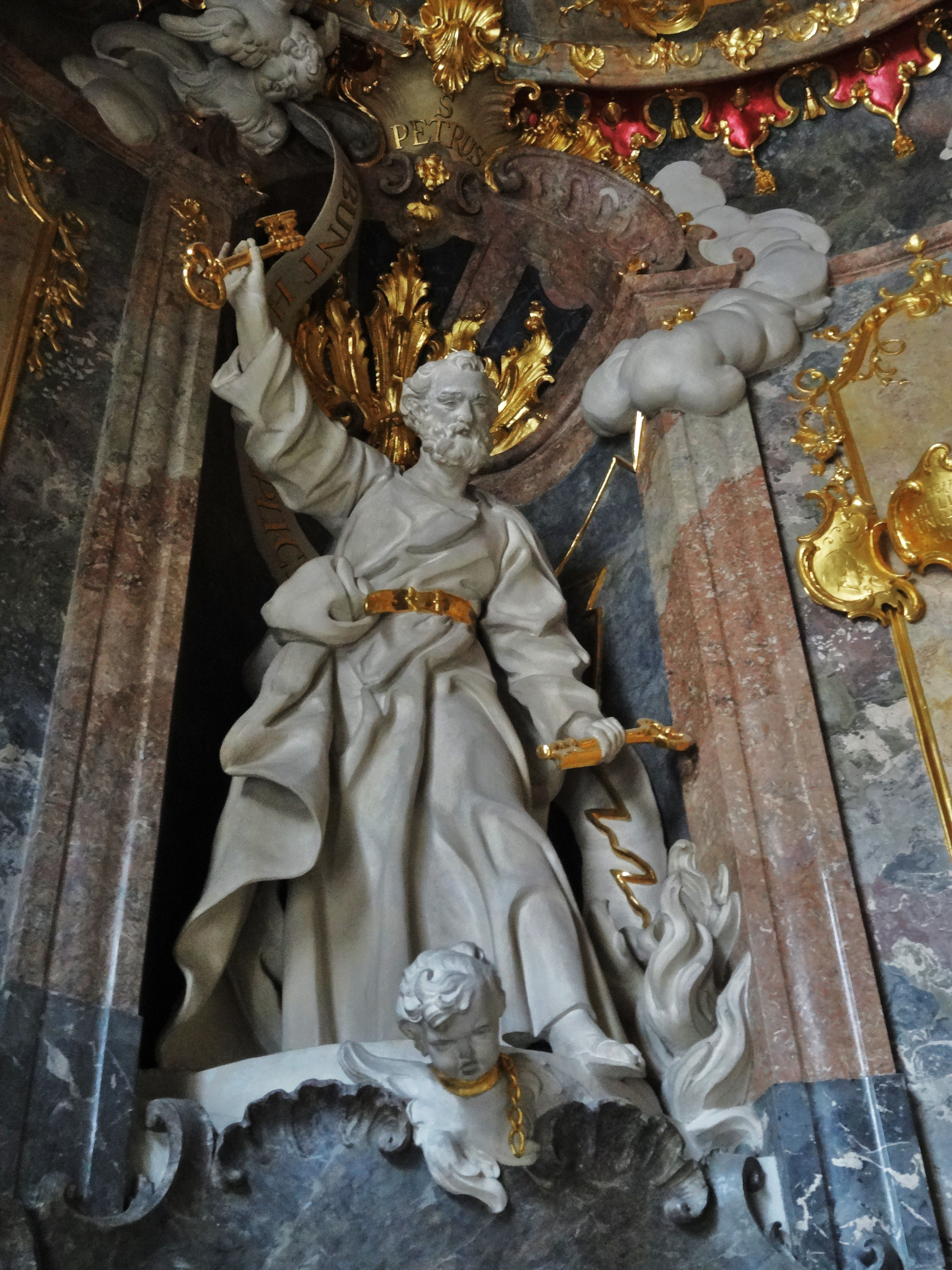
San Pedro.
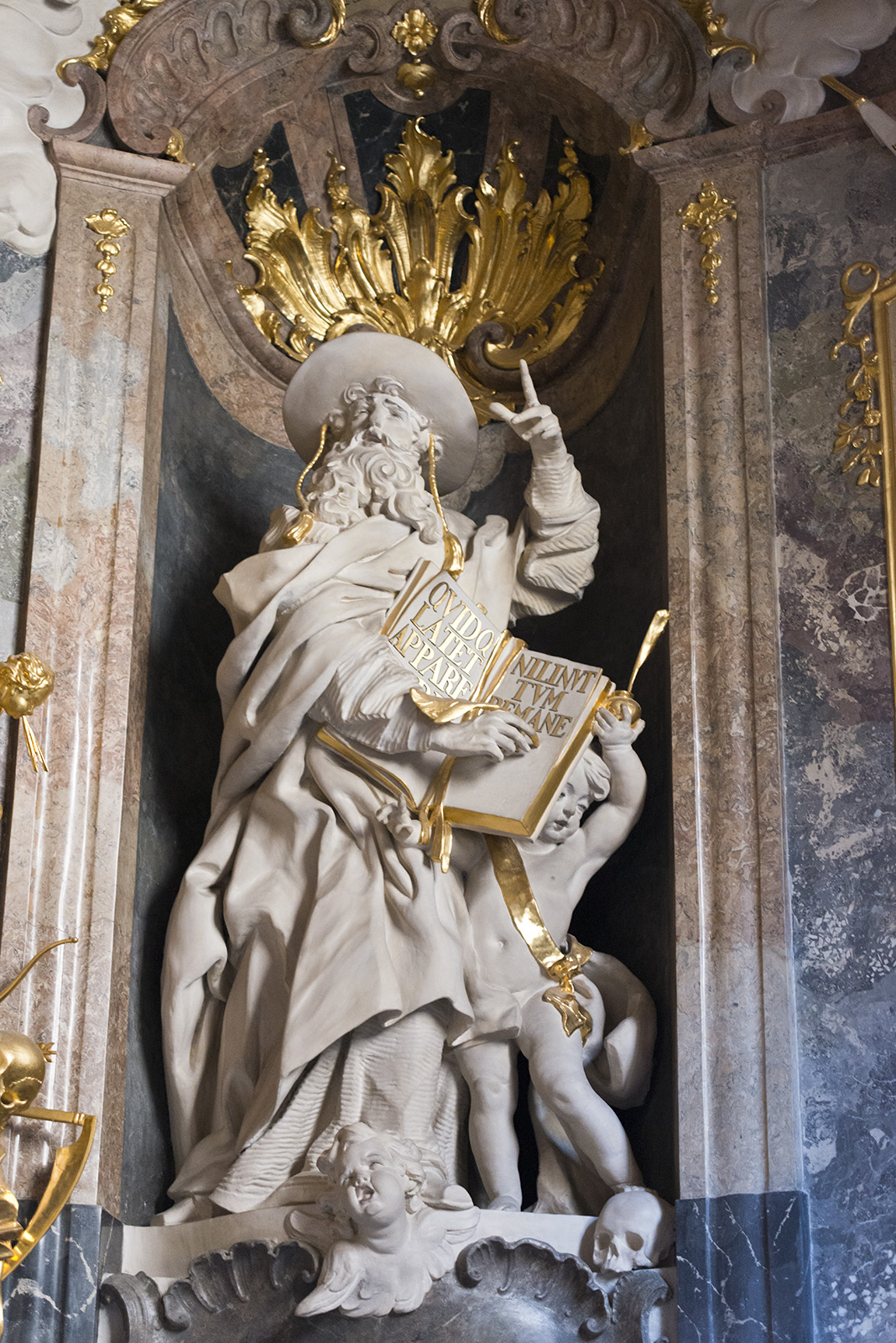
San Jerónimo.
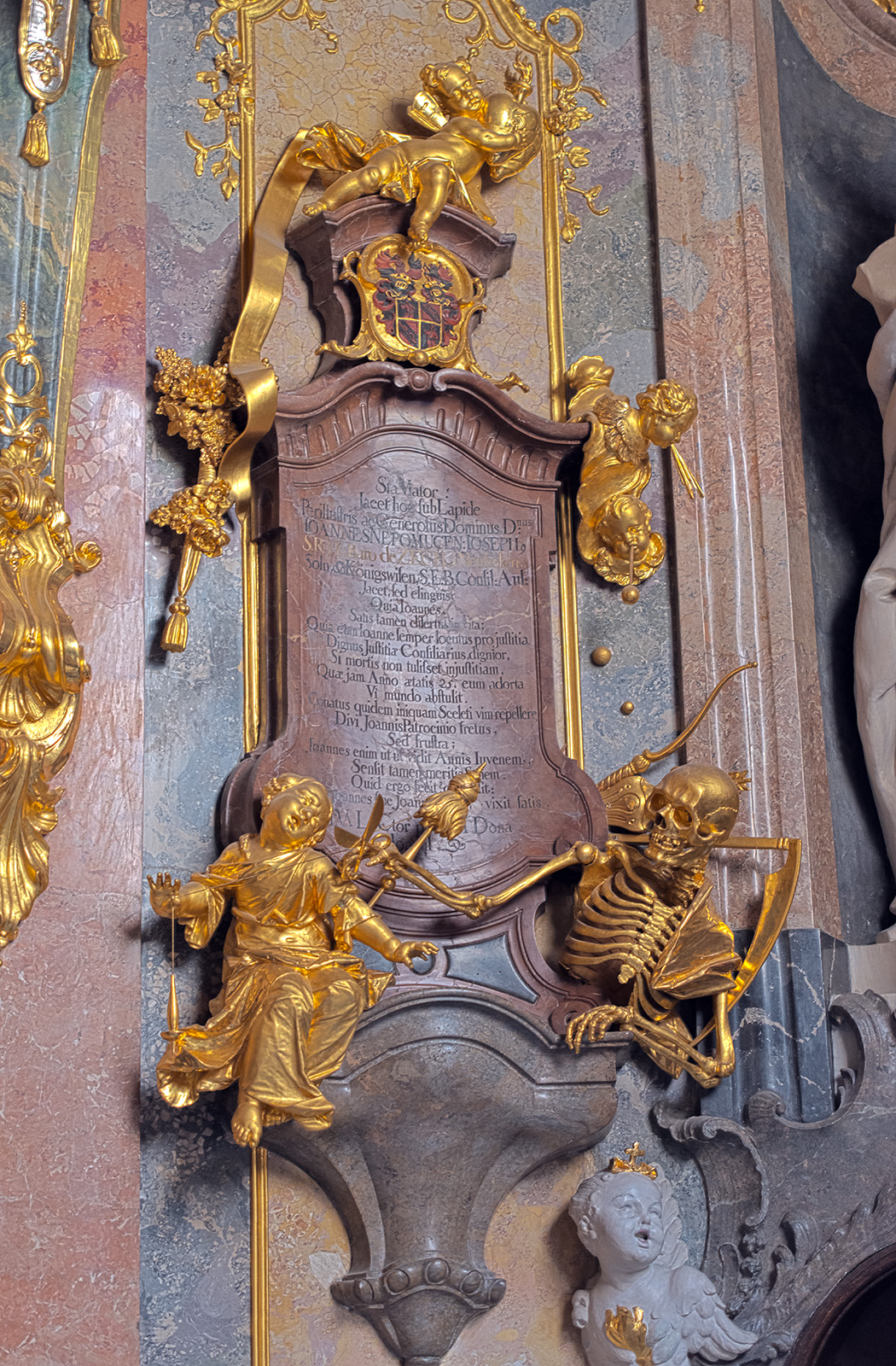
Epitafio.

## Asamhaus
Entre 1729 y 1733, los hermanos Asam compraron cuatro casas contiguas en la Sendlingerstraße para su proyecto. La situada más al sur (el actual número 61 de la calle) se había construido en el siglo XVI y fue elegida para domicilio de Egid. Se decoró en su exterior al estuco, como era propio del Rococó de Alemania meridional, inspirándose en el Lüftlmalerei de la decoración externa de las casas de Baviera y Tirol. Se utilizaron temas cristianos (San José, la Virgen pisando una media luna) y clásicos (Apolo y Atenea guiando a un niño hacia el mundo de las artes, la música y la poesía, mientras Cupido, sátiros y faunos representan el mundo de los sentidos).
Las dos casas del centro fueron demolidas para construir la capilla privada (la Asamkirche). La situada más al norte fue destinada a casa rectoral, y también fue dotada de una fachada Rococó.

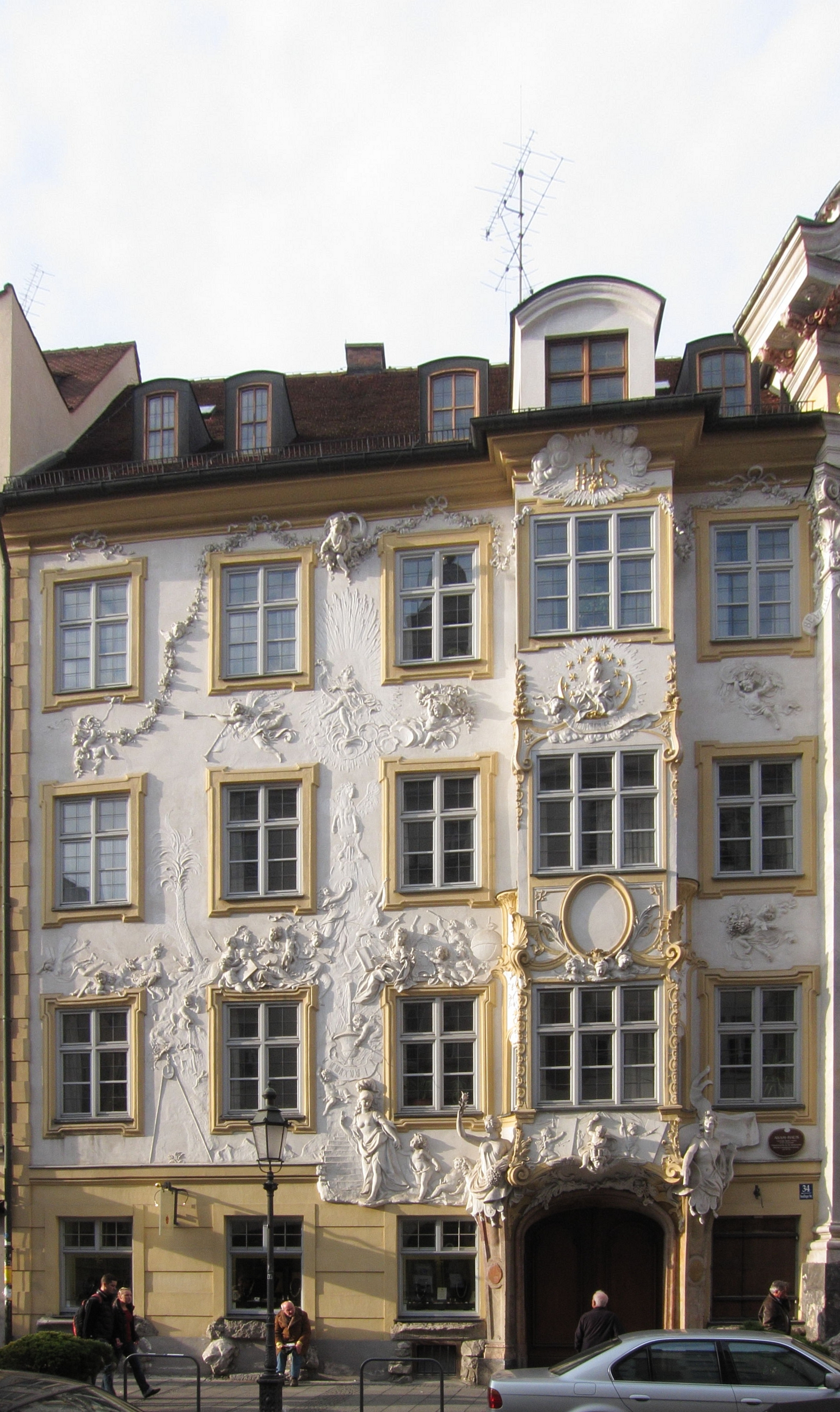
Asamhaus.
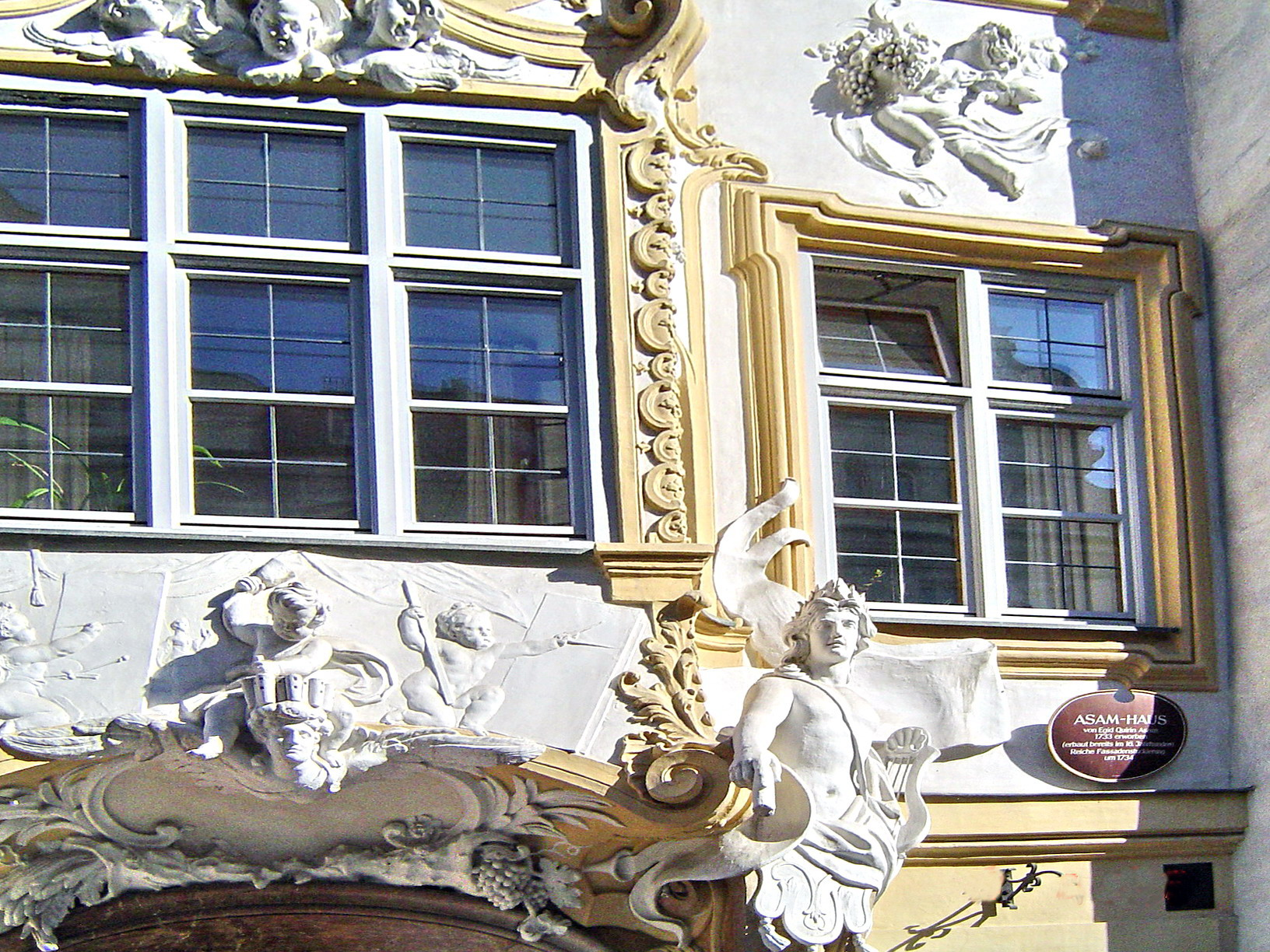
Detalle.
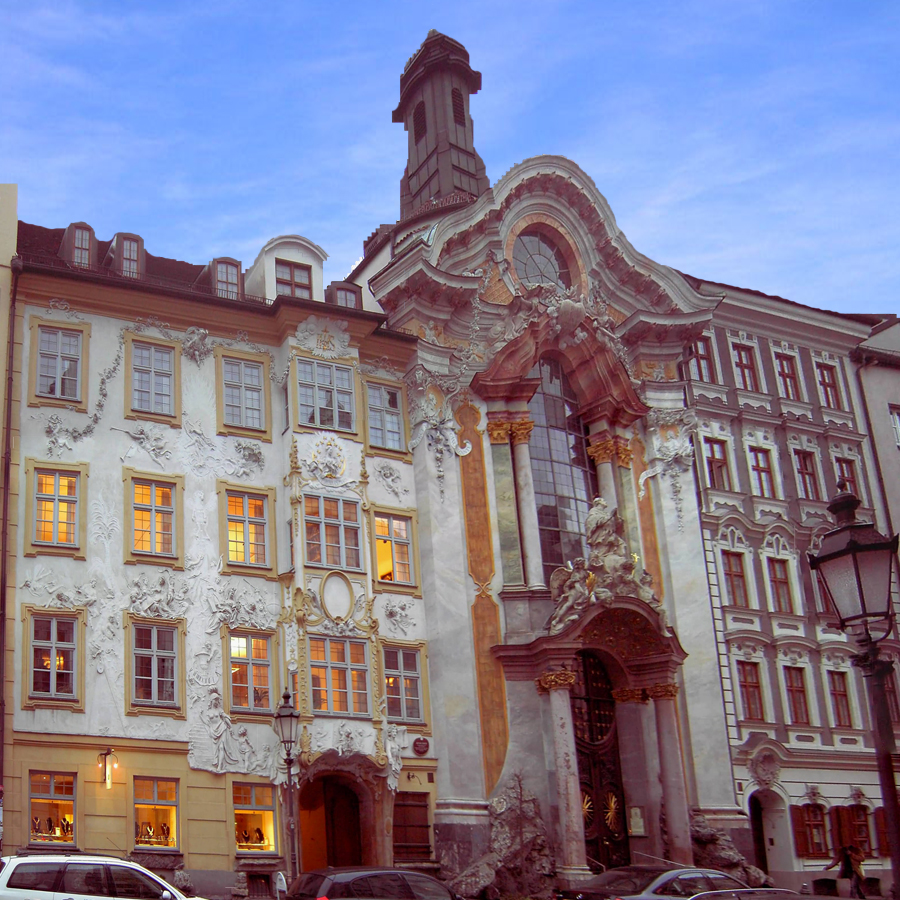
Exterior de los tres edificios.
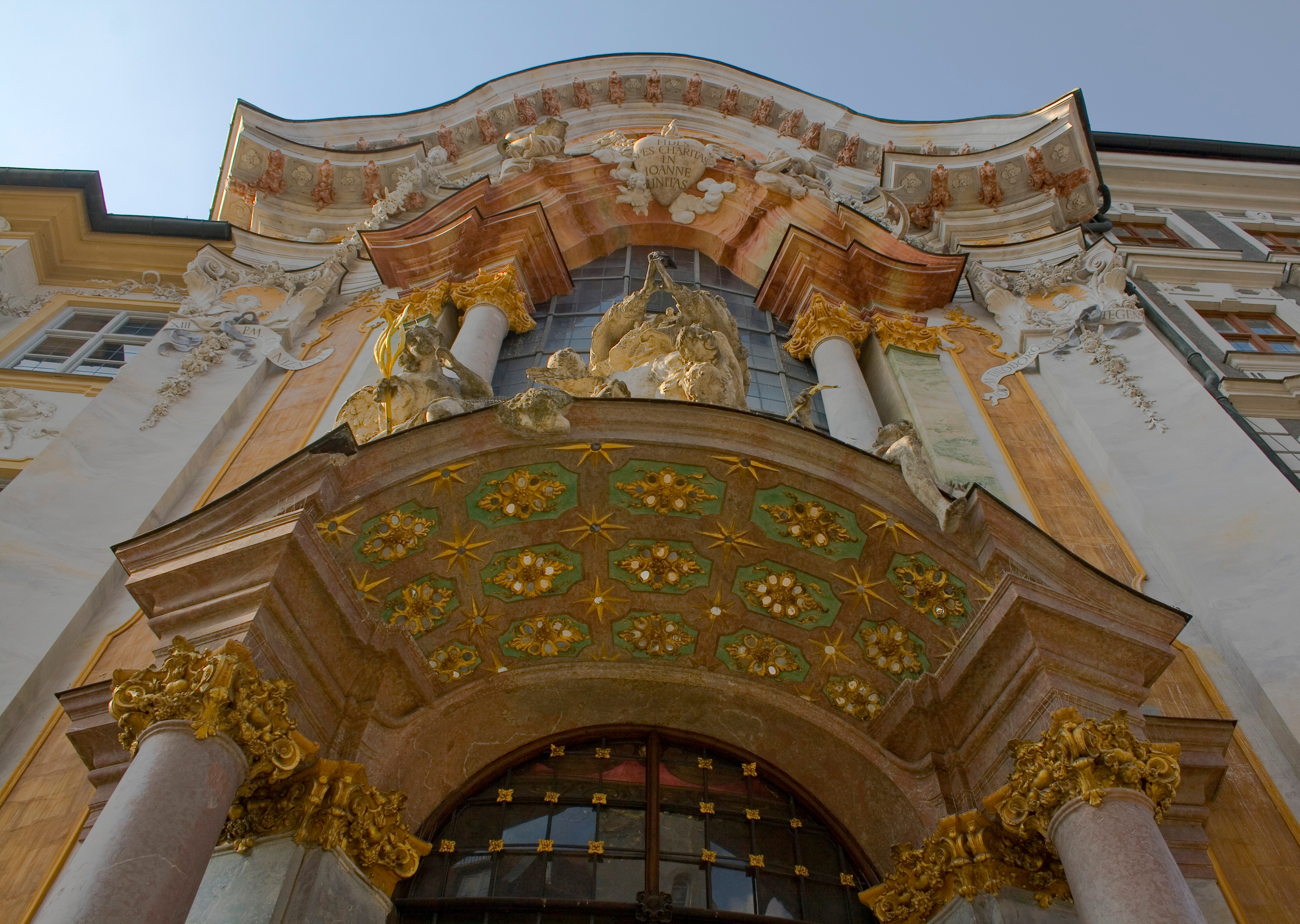
Vista interior desde la entrada.
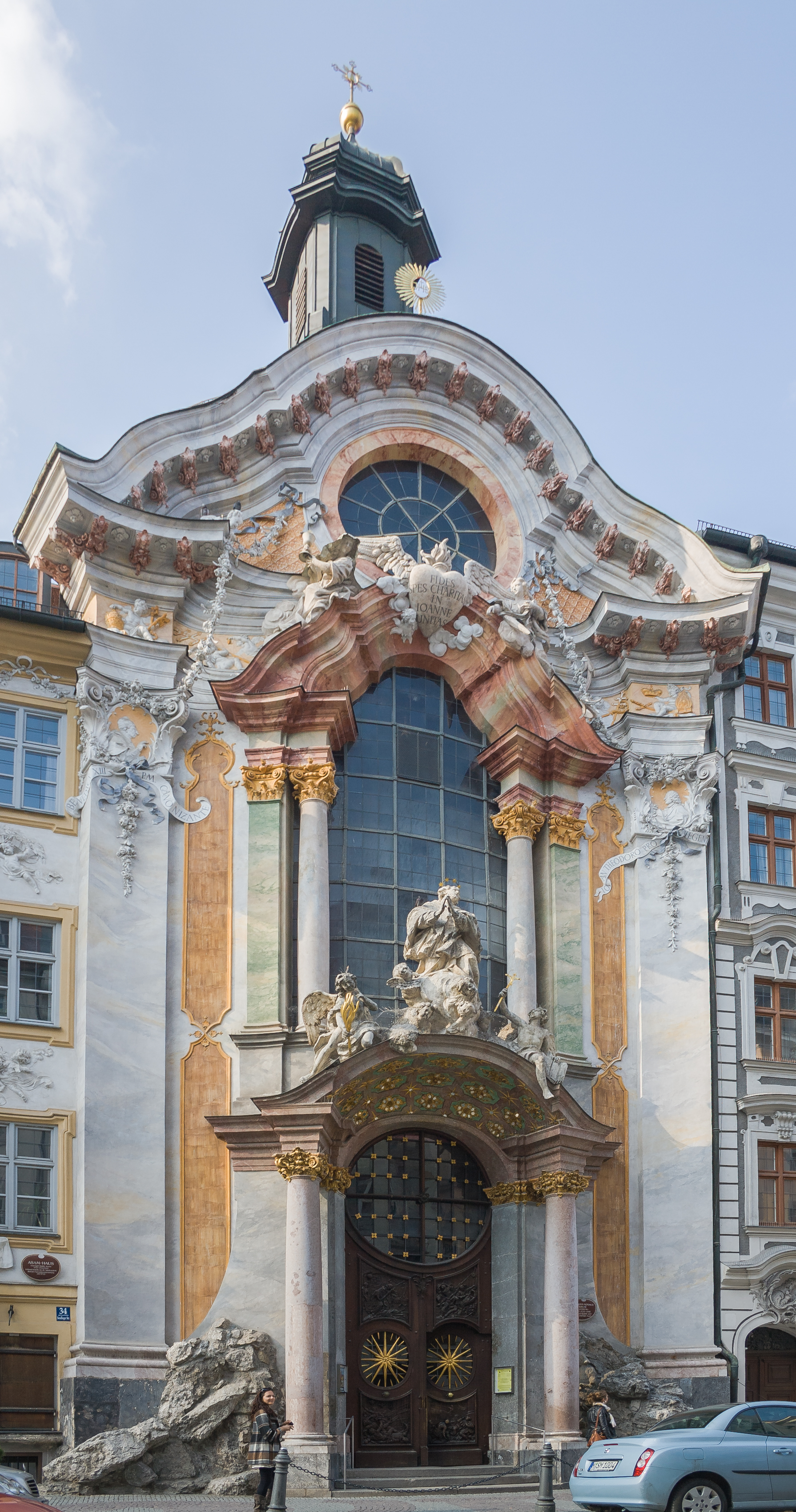
Fachada de la iglesia.

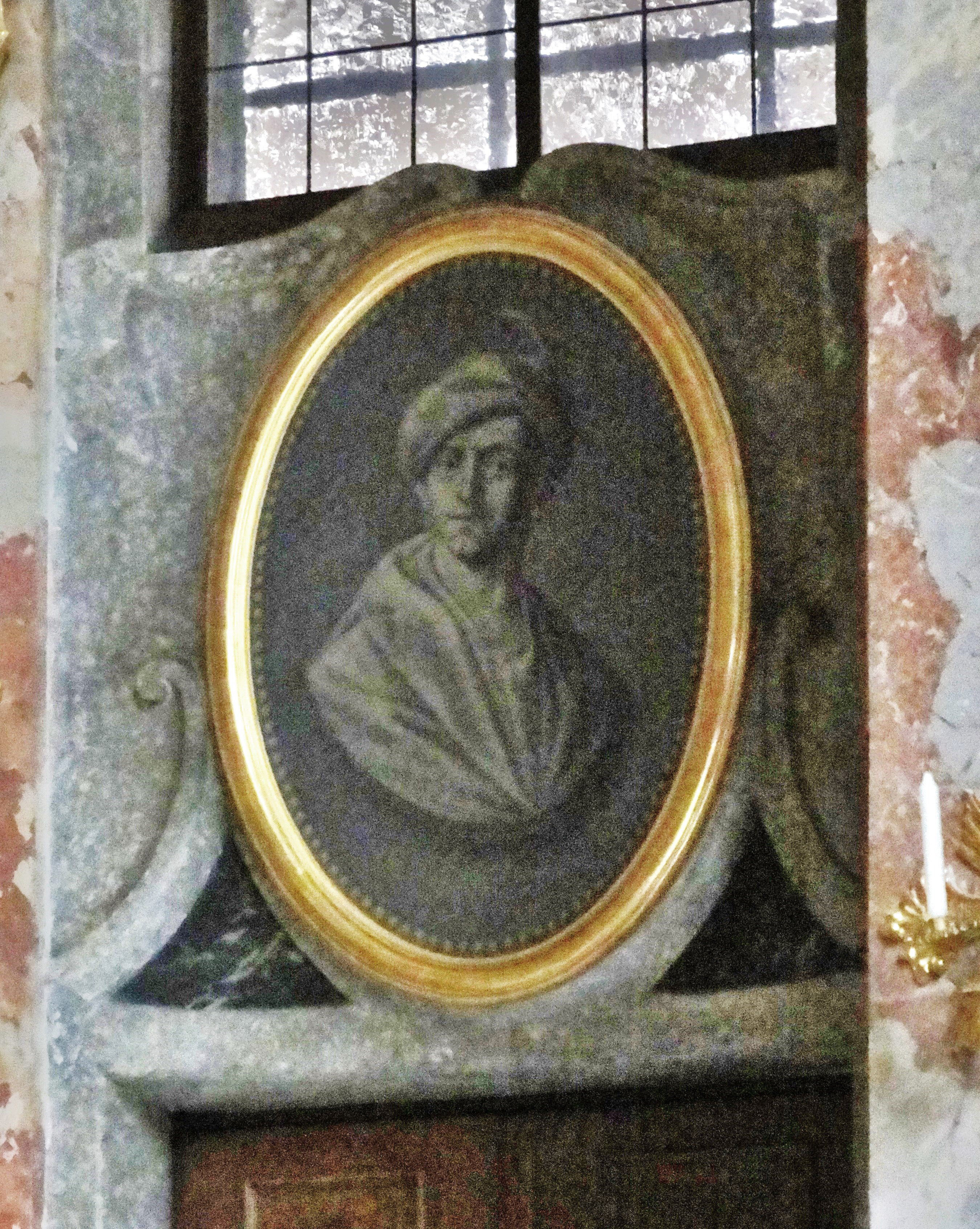
Retrato de Cosme Damián, en grisalla.
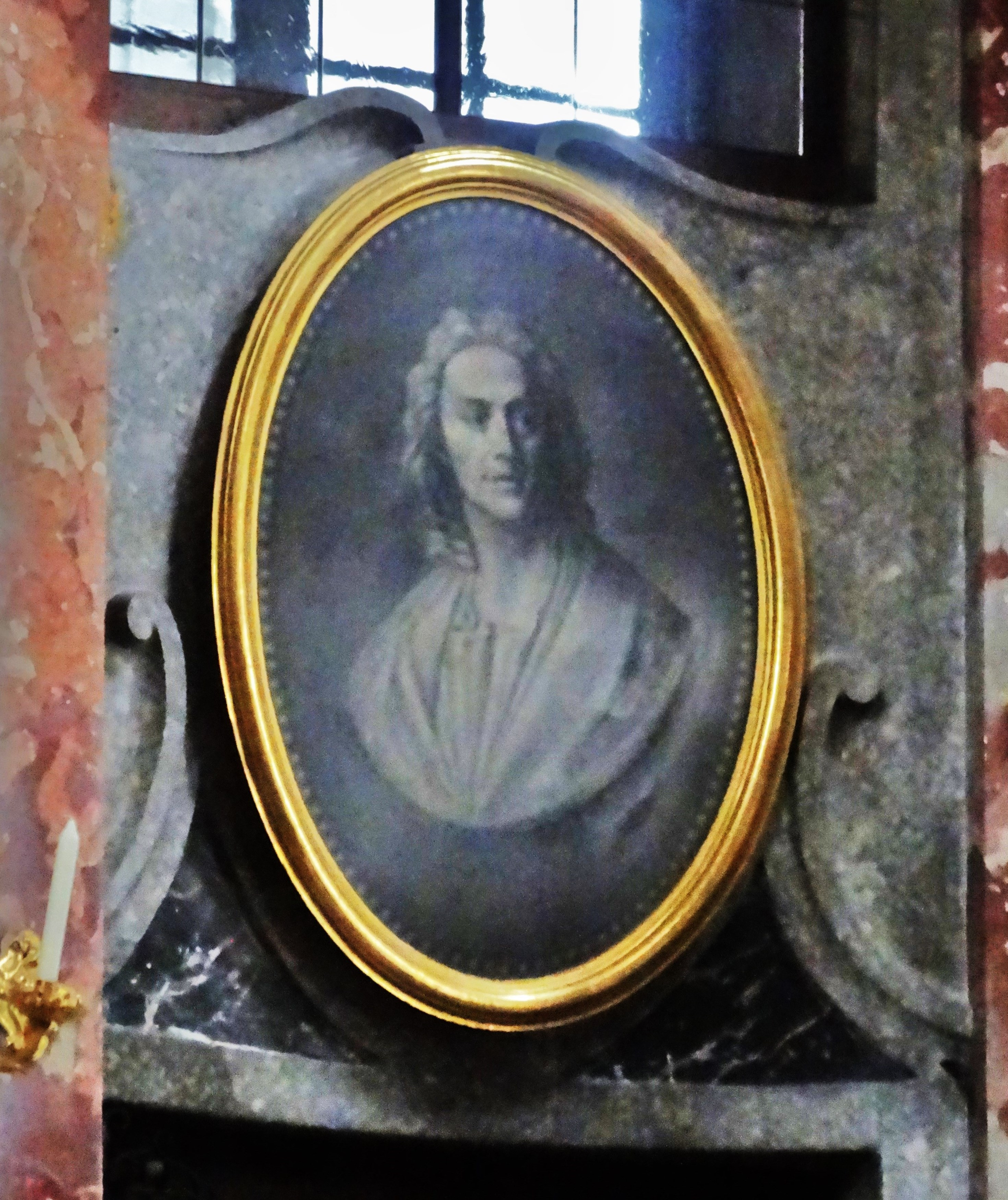
Retrato de Egidio Quirino, en grisalla.